# من مست هستم
من مست هستم (به هندی: Main Nashe Mein Hoon) فیلمی محصول سال ۱۹۵۹ و به کارگردانی نارش سایگال است. در این فیلم بازیگرانی همچون راج کاپور، مالا سینها، لیلا چیتنیس، نظیر حسین، هلن ایفای نقش کرده‌اند.